# Суперліга 2 (Греція)
Суперліга 2 (Греція) (грец. Ελληνική Σούπερ Λίγκα 2) — другий дивізіон професійного футболу в Греції з 32 командами, який складається з двох груп. Зазвичай сезон проходить з вересня по травень.

## Історія
Ліга була заснована в 2019 році після реструктуризації чемпіонатів грецьких футбольних ліг, замінивши Футбольну лігу (стала третьою в системі футбольних ліг Греції).
В перших двох сезонах брало участь 12 клубів. Починаючи  з третього сезону (2021-22) в лізі з'явилося дві групи (Північна та Південна). Кожна група складається з 32 клубів.

## Команди

### Північна група
| Команда            | Місто     | Стадіон         | Потужність |
| ------------------ | --------- | --------------- | ---------- |
| Лариса             | Лариса    | Алказар         | 13,108     |
| Альмопос Арідея    | Арідея    | Арідея          | 700        |
| Анагеннісі Кардіца | Кардіца   | Кардіца         | 9500       |
| Аполлон Лариса     | Лариса    | Філіппуполі     | 5000       |
| Аполлон            | Салоніки  | Каламарія       | 6500       |
| Іракліс            | Салоніки  | Кафтанзогліо    | 27 770     |
| Кавала             | Кавала    | Анті Караяні    | 10 550     |
| Нікі Волос         | Волос     | Пантессаліко    | 22 700     |
| Олімпіакос Б       | Пірей     | Рентіс          | 3000       |
| Олімпіакос Волос   | Волос     | Неаполі Волос   | 2500       |
| Пансеррайкос       | Серрес    | Серрес          | 9500       |
| ПАОК Б             | Салоніки  | Македонікос     | 8100       |
| П'єрікос           | Катерині  | Катеріні        | 4,995      |
| Теспротос          | Ігумениця | Ігумениця       | 3500       |
| Трикала            | Трикала   | Трікала         | 15 000     |
| Верія              | Верія     | Верія           | 7000       |
| Ксанті             | Ксанті    | Арена ФК Ксанті | 7,244      |

### Південна група
| Команда          | Місто     | Стадіон                                  | Ємність |
| ---------------- | --------- | ---------------------------------------- | ------- |
| АЕК Афіни Б      | Спата     | Спата                                    | 5000    |
| Астерас Влахіоті | Влахіотіс | Муніципальний стадіон (Влахіотіс)        | 600     |
| Ханья            | Ханья     | Муніципальний стадіон (Періволіа)        | 4,527   |
| Діагорас         | Родос     | Діагорас                                 | 3700    |
| Егалео           | Айгалео   | Мавроталасітіс                           | 8,217   |
| Єпископі         | Лаппа     | Галлос                                   | 1500    |
| Ерготеліс        | Іракліон  | Панкритіо                                | 26 240  |
| О. Ф. Єрапетра   | Ієрапетра | Муніципальний стадіон (Ієрапетра)        | 3000    |
| Іродотос         | Іракліон  | Муніципальний стадіон (Неа Алікарнассос) | 3000    |
| Каламата         | Каламата  | Муніципальний стадіон (Каламата)         | 5,613   |
| Каллітея         | Каллітея  | Григоріс Ламбракіс                       | 6300    |
| Караіскакіс      | Арта      | Муніципальний стадіон (Агіоі Анаргірої)  | 1900    |
| Кіфісія          | Кіфісія   | Міхаліс Крітікопулос                     | 4,851   |
| Левадіакос       | Лівадея   | Лівадія                                  | 5,915   |
| Панатінаїкос Б   | Афіни     | Григоріс Ламбракіс                       | 6300    |
| Родос            | Родос     | Діагорас                                 | 3693    |
| Закінф           | Закінф    | Стадіон олімпійських чемпіонів Закінфа   | 2000    |

## Результати

### З 2019 потеперішній час
| Сезон   | Переможець     |
| ------- | -------------- |
| 2019–20 | ПАС Яніна (1)  |
| 2020–21 | Іонікос (1)    |
| 2021–22 | Левадіакос (1) |